# ミッキーとドナルド マジカルアドベンチャー3
『ミッキーとドナルド マジカルアドベンチャー3』は、1995年12月8日に日本のカプコンから発売されたスーパーファミコン用横スクロールアクションゲーム。
『ミッキーのマジカルアドベンチャー』（1992年）から続く同社のミッキーマウスシリーズ第3作目。主人公のミッキーマウスおよびドナルドダックを操作し、キングピートを倒して古い本の中に引きづり込まれた三つ子を救出する事を目的としている。プレイヤーキャラクターとしてドナルドが追加された事や、前作に続きコスチュームチェンジを行うゲームシステムを特徴としている。
開発はカプコンが行い、音楽は第1作目を手掛けた山口真理および西村達也が担当している。
後にゲームボーイアドバンス用ソフト『Disney's ミッキーとドナルドの マジカルクエスト3』（2003年）としてリメイク版が発売された。また、それはまた、初めての海外リリースを与えられました。

## ゲーム内容

### システム
本作では、タイトルの通りミッキーマウスとドナルドダックが主人公である。本作も前作、前々作と同様にノーマルを除き3種類のコスチュームがあるが、本作ではミッキーとドナルドごとにデザインが大幅に異なり個別の能力がついており、2人での協力プレイもある（後述を参考）。また、最終ボスのキングピートをどちらが倒したかによってエンディングが異なる。

### コスチューム
ノーマルと新たに追加されるナイト・きこり・マジシャンの3種類が存在。しかし、先述の通りミッキーとドナルドによってデザインや能力が異なっており、コスチュームによっては2人での協力プレイもある。
ノーマル
前作と前々作と同様、馬跳びや物をつかんで投げる事ができる。協力プレイは片方がしゃがんだままの時にもう一人が下を押しながらそこにジャンプすることで高く飛ぶことができる「トスアップ」。ミッキーとドナルドの性能差は存在しない。
ナイト
1ステージにて中ボスを倒した後、入手可能。本作品のメイン的存在コスチューム。ミッキーは鍛冶屋のおじさんに貰った騎士の甲冑、ドナルドは鍛冶屋の奥さんが見繕ったタルや鍋を見にまとう。それぞれの持っている武器で敵を攻撃できる。ミッキーは4方向に突き出して攻撃できるパンチグローブのついたロッド、ドナルドは真上から振り下ろして攻撃する範囲の広いピコピコハンマー。ナイトのみ前作までのゲージ付きコスチュームや本作のマジシャンのゲージと仕様が異なり、一回の攻撃でゲージを全部消費して、攻撃しないでいると徐々に回復していく。ゲージが無くても攻撃自体は幾らでも出来るが、ゲージが多いほど一発の攻撃の威力は強く、最大の状態で地面を叩くと地震を起こして一部キャラを除く地面にいる敵を気絶させる事が出来る。特定のアイテムでゲージをすぐ満タンにできる他、専用のアイテムでゲージの上がるスピードが早くなる。しゃがむことで敵からの特定の攻撃を防御できる（ミッキーは攻撃ボタンを押し続ける事でもガードする）。ドナルドのしゃがみ防ぎは転がることが可能でその上にミッキーが乗る事も可能。水ではドナルドは浮いてそのまま渡る事ができるが、ミッキーは重いため泳ぐ事が出来ず沈んでしまうデメリットがある。どちらも一部水中ステージでは満足に泳ぐ事が出来ない。
きこり
2ステージ開始直後に入手可能。ステージにある特定の木や柱の登り降りや、蔦やロープをつたって渡る事もできる。木や柱に捕まっている最中に攻撃ボタンを押すことで反対側に素早く方向転換する事が出来、これが体当たり攻撃にもなる。下降中も回転でき、敵を遠くへ飛ばす他に道を防ぐ物などを引っ張ることもできる。ミッキーとドナルドの性能差は少ないが、ヒモを出す動作に若干の差がある。
マジシャン
3ステージの中ボスを倒した後でヒューイからもらえる手品師やランプ使いをモチーフとしたコスチューム。攻撃力は無いが、マジックを当てる事で敵をコインなどに変化させる他、特定の仕掛けや敵を様々なものに変えられる。ミッキーはシルクハットから鳩が一直線に飛んでいき、ドナルドはランプから手が出現し、そこから魔法を発射する。マジックの変化に性能差はないが、ミッキーはワンボタンで素早く目の前からマジックを発射し、ドナルドはランプから手を出すワンテンポがあり、マジックの発射位置がやや高いという違いがある。ドナルドの出す手にミッキーが乗る事も可能。ゲージを消費するため専用アイテムで回復する必要があり、特定のアイテムでゲージの減量を低くできる。

### ボーナスチャレンジ
ある条件を満たすとアイテムがもらえるボーナスチャレンジに挑むことができる。内容は、4枚のカードの内1枚だけを選び、そのカードに描かれたキャラクターによって決められたアイテムが手に入るというもの。自主的にやめるか、ピートのカード（後述）を引き当てるまで延々にゲームを続けることができる。
カードのキャラクターともらえるアイテムは以下の通り。
- ミッキーマウス→1UP人形1つ
- ドナルドダック→コイン20枚
- ミニーマウスorデイジーダック→ハートのかけら1つ（4つ集めるとデラックスハートになる）
- グーフィー→コイン5枚
- プルート→リンゴ10個（ボスを倒した後、ボーナスとしてコインに換金される）
- ピート→ハズレ・ゲーム終了

## 設定

### ストーリー
ドナルドダックの甥っ子のヒューイ・デューイ・ルーイの3人は今日も懲りずにドナルドにイタズラをしてしまい、カンカンに怒らせてしまう。ドナルドの怒りが沈むまでの間、屋根裏部屋に隠れていることにした3人は1冊の古い本を見つける。その本のページをめくっていくと本の中から何やら不気味な声が。3人はその声の主に捕まり、本の世界へ引きずり込まれてしまう。
その後、3人を探しに屋根裏部屋にやって来たミッキーとドナルドは本の中に引きずり込まれたヒューイたちを発見する。すると中から本の世界を見守る妖精が現れた。妖精の話によれば、ヒューイたちをさらった犯人は「キングピート」という悪の王様で、誰にも読まれることなく妖精がうっかり居眠りをしてしまった隙に手下たちと共に本の世界を支配してしまい、今度は本の外の世界=ミッキーたちの住む世界までをも支配しようと企んでいるという。このままではヒューイたちとこの世界が危ない。ミッキーとドナルドは、ヒューイたちを助け出してキングピートの野望を阻止しようと、本の世界の冒険に旅立っていく。

### ステージ構成
1ステージ 収穫祭の町で
荒らされた収穫祭の行われた町を進んでいく。後半からは水路のような場所へとたどり着く。中ボスを倒すと鍛冶屋の夫婦からナイトのコスチュームを入手可能。また、シリーズで唯一最初からボックスのアイテムがばらまかれている。
2ステージ 胞子の降る森へ
森に住むきこり達からきこりのコスチュームが手に入る。特定の敵が出す胞子はくっつくと動きが鈍くなるが、激しく動かすことで振り落とせる。
3ステージ 砂の岩山
流砂の多い道を進む。中ボスを倒すとヒューイが老魔術師から持っていったマジシャンのコスチュームを手に入れられる。この能力を使う必要がある敵や仕掛けも登場する。
4ステージ 空飛ぶ船
突如上空に現れたピートの巨大船を乗り込んで行く。早速3つのコスチュームを使い分ける仕掛けが登場。最後の船長（ボス）との戦いの際には激しい揺れに要注意。
5ステージ 貝殻の海で
先述の船長との戦いにより船が墜落し、海底を進んでいくことに。後半からは巨大な貝殻の中へと入っていく。海底ステージでは息が苦しくなった際に大きな泡の中に入ると息つぎが可能。このステージではナイトのコスチュームはあまり役に立たない（ミッキーは沈んで、ドナルドは浮いてしまう）。
6ステージ 結晶の雪山
山頂にキングピートの宮殿が聳えており、そこを目指して雪が深く積もった山道を登っていく。雪の地面は滑りやすいうえに歩くうちに足元に重なってどんどん高くなることも。後半にある最後の細い道は歩くと崩れてしまう。
7ステージ キングピートの宮殿
最終ステージだけあって危険なワナが多数存在。途中でステージ4に登場したボス達とこのステージで1回きり登場する中ボスと対決する。4ステージボスの船長とも再戦するが、戦闘BGMが中ボスのものになっている（中ボス相応にある程度弱体化している）。全て倒すと事件の黒幕・キングピートとの一騎討ちとなる。
キングピートは魔法を使っている際の王冠が弱点。追いつめられると、ミッキー達の様にナイトにコスチュームチェンジする。攻撃が激しくなるが、ヤリ攻撃時がダメージを与えるチャンス。

## 他機種版
| No. | タイトル                                                                                          | 発売日                                     | 対応機種               | 開発元                                                                                   | 発売元   | メディア                 | 型式                                   | 備考             |
| --- | ------------------------------------------------------------------------------------------------- | ------------------------------------------ | ---------------------- | ---------------------------------------------------------------------------------------- | -------- | ------------------------ | -------------------------------------- | ---------------- |
| 1   | Disney's ミッキーとドナルドの マジカルクエスト3 Disney's Magical Quest 3 Starring Mickey & Donald | 2003年11月21日 2004年3月19日 2005年6月14日 | ゲームボーイアドバンス | カプコン第三開発部 クラインコンピュータエンターテインメント ディズニー・インタラクティブ | カプコン | 32メガビットロムカセット | AGB-BM3J-JPN AGB-BMQP-EUR AGB-BMQE-USA | 通信ケーブル対応 |

## スタッフ
スーパーファミコン版
- スタッフ：ゲイリー・グレーパー、山本恵美子

ゲームボーイアドバンス版
- プロデューサー：三並達也、竹下博信
- アシスタント・プロデューサー：松川美苗
- ディレクター：吉岡さとし
- グラフィック・デザイナー：BUPPO（小林美穂）
- プログラマー：やまぐちこうへい、まえだのりお、ありたけんいち、おだまさひろ、あずましんご、ながはまみつひろ、HIKOPON（ひこのたくや）
- サウンド：有阪千尋
- スペシャル・サンクス：篠原雅嗣、もりてるや
- ディズニーインタラクティブ（日本）
  - プロデューサー：えんどうともみ
  - シニア・プロデューサー：山本恵美子
  - シニア・マネージャー、マーケティング：にしむらみき
  - 副社長、ゼネラルマネージャー：内海州史
- ディズニーインタラクティブ
  - シニア・プロデューサー：メアリー・ジョ・ラロッシュ
  - プロデューサー：シェーン・ケラー
  - マーケティング・ディレクター：ロバート・ピカンコ
  - ローカリゼーション・マネージャー：石岡その子
  - ローカリゼーション・マネージャー (EMEA)：キャサリン・デュペロン
  - スペシャル・サンクス：ロイ・E・ディズニー、グラハム・ホッパー、ローラ・カンポ、サンジーヴ・ランバ

## 評価
スーパーファミコン版
ゲーム誌『ファミ通』の「クロスレビュー」では、7・6・7・6の合計26点（満40点）、『ファミリーコンピュータMagazine』の読者投票による「ゲーム通信簿」での評価は以下の通り、21.7点（満30点）となっている。
| 項目 | キャラクタ | 音楽 | お買得度 | 操作性 | 熱中度 | オリジナリティ | 総合 |
| 得点 | 4.2        | 3.5  | 3.0      | 4.0    | 3.6    | 3.5            | 21.7 |
ゲームボーイアドバンス版
ゲーム誌『ファミ通』の「クロスレビュー」では合計27点（満40点）となった。